# Wallis (ostrov)
Wallis nebo Uvea je ostrov v jižní části Tichého oceánu, asi 240 km severovýchodně od ostrova Futuna. Patří pod správu francouzského zámořského společenství Wallis a Futuna. Pojmenován je po Samuelovi Wallisovi, cornwallském lodním navigátorovi, který ho objevil jako první Evropan.

## Historie
Prvotní osídlení ostrova dokládají archeologické nálezy s datováním přibližně 1400 let př. n. l. Ve 13. až 16. století byl součástí Tonžského impéria. Na ostrově se nacházejí i zbytky Tonžských opevnění Talietumu, které bylo postaveno přibližně v roce 1450. Jeho ruiny jsou dnes oblíbenou turistickou atrakcí.
Evropané ostrov objevili ve druhé polovině 18. století, když při něm 16. srpna 1767 přistála fregata Britského královského námořnictva HMS Dolphin vedená Samuelem Wallisem. Tatáž loď předtím objevila i Tahiti. V 19. století na Wallis přišli francouzští misionáři s úlohou konvertovat místní obyvatelstvo na katolickou víru a od té doby je pod francouzskou správou.

## Geografie
Wallis má přibližně oválný tvar a plochu 77,5 km². Nejvyšší bod je Loka (143 m). Na ostrově se nachází několik jezer vulkanického původu. Wallis je obklopen bariérou korálových útesů, které spolu vytvářejí souostroví.
Trvale na něm žije 10 000 obyvatel, naprostá většina z nich katolického vyznání. Na ostrově se nachází také správní středisko Matāʻutu.

## Geologický vývoj
Ostrov představuje erodovaný vrchol neaktivní štítové sopky, jejíž vznik se odhaduje na pleistocén. Wallis pokrývají četné čedičové lávové proudy, explozivní krátery (mnohé z nich jsou zalité vodou) a struskové kužely s datováním v rozmezí 0,5 až 0,08 milionu let. Nejmladší vzorky hornin jsou pravděpodobně holocenního věku.